# Gigliola Braga
Gigliola Braga (Inzago, 18 settembre 1951) è una biologa e scrittrice italiana.

## Biografia
Biologa, negli anni novanta incomincia a occuparsi del controllo insulinico e della prevenzione attraverso l'alimentazione sulla base degli studi dei premi Nobel John Vane, Sune Bergström e Bengt I. Samuelsson e in Italia è stata tra i primi a comprendere l'importanza del metodo alimentare Zona.
Docente presso l'università di Torino ha creato “La Zona Italiana” esposta per la prima volta nel suo primo libro “La Zona italiana” pubblicato nel 2002 e edito da Sperling & Kupfer. Il libro fa da tratto d'unione tra la metodica americana e i prodotti, gli alimenti e le abitudini italiane. Tutti i libri scritti in seguito sono pubblicati dalla medesima casa editrice. Nel maggio 2005 La Zona Italiana esce in allegato al quotidiano “Il Giornale” e nel 2007 è allegato al numero di maggio del mensile “Men's Health”.
Nel maggio 2003, esce  il suo secondo libro “Più belle con la Zona”, diretto a un pubblico femminile, così come “La Zona è Donna”, pubblicato nel marzo 2014. Quest'ultimo libro è stato recensito dalla rivista “L'altra medicina magazine” nell'edizione agosto/settembre 2014  e dalla rivista Tustyle il 20 ottobre 2014.
Nel marzo 2006 pubblica “Il grande libro della Zona italiana” che rappresenta un testo divulgativo molto dettagliato  di riferimento per gli addetti ai lavori e per il pubblico. Nell'agosto 2008 pubblica “La Zona in 80 minuti” con allegato un DVD al cui interno c'è la testimonianza video di Barry Sears che invita a seguire i consigli dell'autrice per l'applicazione del metodo Zona.
Nel 2010 esce “La Zona ti cambia la vita”, in cui l'autrice si rivolge principalmente a tutti coloro ritengono che il metodo Zona sia troppo complesso, con l'intento di persuaderli dimostrando la facile applicabilità del metodo. L'anno successivo esce “L'alimentazione giusta per tuo figlio”, un libro destinato ai genitori, che come recensisce Famiglia Cristiana, “è basato su studi recenti e con i contributi di un pediatra, di un medico nutrizionista e di una ginecologa. L'autrice, oltre a offrire consigli utili e pratici spiega quali sono le trappole da evitare e le scelte giuste, dallo svezzamento all'adolescenza, per garantire ai bambini e ai ragazzi il piacere ma anche la certezza di crescere sani e di prevenire patologie e disturbi”. Il libro contiene suggerimenti alimentari utili anche agli adulti.

## Opere
- 2002, La Zona Italiana, ISBN 978-8860615671
- 2003, Più belle con la Zona, ISBN 978-8860615664
- 2006, Il grande libro della Zona italiana, ISBN 978-8820040895
- 2008, La Zona in 80 minuti, ISBN 978-8860618801
- 2010, La Zona ti cambia la vita, ISBN 978-8860617071
- 2011, L'alimentazione giusta per tuo figlio, ISBN 978-8820050955
- 2012, Dimagrisci con la Zona ASIN B008KF0DOU
- 2014, La Zona è Donna, ISBN 978-8820056360